# 陈园
陈园又名陈家花园，位于中国山西省运城市新绛县县城龙兴镇北大街西侧高崖之上，老佛楼西侧。已列为新绛县文物保护单位。

## 历史
陈园创建年代无考，现存建筑为清末民初风格。

## 建筑
陈园占地面积原有6亩，包括南部住宅和北部石榴园。门楼尚存，四柱三面，有砖雕“鹤鹿同春”，两侧砖刻楹联“快开数亩荒田，种花栽竹，偏适陶情养性；好筑几间土室，冬暖夏凉，最宜樽酒局棋”以及“堆些茅草种些花，花圃草庐，无半点尘俗气；远看嵋山近看水，水清山秀，在一幅图画中”。

## 保护
1995年12月，陈园公布为新绛县文物保护单位。